# Chrysoscota conjuncta
Chrysoscota conjuncta är en fjärilsart som beskrevs av Rothschild 1912. Chrysoscota conjuncta ingår i släktet Chrysoscota och familjen björnspinnare. Inga underarter finns listade i Catalogue of Life.